# (37114) 2000 UO104
2000 UO104 (asteroide 37114) é um asteroide da cintura principal. Possui uma excentricidade de 0.06621740 e uma inclinação de 12.71012º.
Este asteroide foi descoberto no dia 25 de outubro de 2000 por LINEAR em Socorro.